# Terry Allen (Boxer)
Terry Allen (Boxer) (* 18. Juni 1924 in Islington, London, UK; † 8. April 1987 in London) war ein britischer Boxer. Er war Weltmeister und Europameister der Berufsboxer im Fliegengewicht.

## Werdegang
Terry Allen hieß mit richtigem Namen Edward Albert Govier. Sein Vater war ebenfalls Berufsboxer. Seine Mutter starb schon, als Terry Allen erst zwei Jahre alt war. Er wuchs in Islington bei London bei seiner Großmutter auf. Sechs seiner Cousins waren ebenfalls Boxer. Mit dem Boxen begann er schon im Alter von neun Jahren und legte im Jugendalter eine erfolgreiche Amateurlaufbahn hin. Insgesamt kam er bei 107 Amateurkämpfen zu 102 Siegen. Bereits im Alter von 18 Jahren wurde er Berufsboxer und bestritt seine ersten Profikämpfe unter dem Namen Ted Gover. Später nannte er sich nach einem Freund, der im II. Weltkrieg gefallen war, Terry Allen. 1942 trat er in die Royal Navy ein. Während seiner Profilaufbahn wurde er Britischer Meister, Commonwealth-(British Empire)-Meister, EBU-Europameister und Weltmeister im Fliegengewicht. Sein Manager war Johnny Sharp. Nach Beendigung seiner Laufbahn 1954 betätigte er sich in Islington als Geschäftsmann.

### Karriere als Profiboxer
Terry Allen bestritt seinen ersten Profikampf am 3. September 1942 in Islington, UK, gegen seinen englischen Landsmann Jim Thomas und besiegte diesen nach Punkten. In der ersten Phase seiner Karriere bestritt er vom 3. September 1942 bis zum 2. Mai 1944 17 Kämpfe in England, die er alle gewann. Dann wurde von der Royal Navy nach Ägypten versetzt und er bestritt im Zeitraum vom 10. Mai 1944 bis 13. Dezember 1945 in Alexandria 15 Kämpfe gegen ägyptische oder britische Gegner, die er ebenfalls alle gewann.
Nach seiner Rückkehr auf die britische Insel kämpfte er am 14. Mai 1946 in Harringay, UK, gegen den Schotten Alex Murphy, gegen den er seine erste Niederlage in seiner Profilaufbahn hinnehmen musste. Er verlor durch K. o. in der 6. Runde. Alex Murphy erlitt im Dezember 1946 ein trauriges Schicksal, denn er starb nach einer K.-o.-Niederlage gegen den Franzosen Emile Famechon am 9. Dezember 1946 an den Folgen der dabei erlittenen Verletzungen. Terry Allen aber boxte sich in den folgenden drei Jahren kontinuierlich nach oben. Dabei konnte ihn auch nicht eine K.-o.-Niederlage in der 1. Runde gegen Rinty Monaghan am 11. März 1947 in Marylebone, UK, der zu diesem Zeitpunkt nordirischer Meister im Fliegengewicht war, bremsen. Am 15. März 1948 gewann Terry Allen in Harringay, UK, mit einem Disqualifikations-Sieg in der 2. Runde über Dickiie O’Sullivan den britischen Meistertitel des Süd-Ost-Gebietes. Das war sein erster Titelgewinn al Profiboxer.
Am 7. Februar 1949 kämpfte Terry Allen in Harringay, UK, erneut gegen Rinty Monaghan, der zwischenzeitlich Fliegengewichts-Weltmeister geworden war. In diesem Nichttitelkampf hielt er sich beachtlich und verlor gegen Monaghan nur knapp nach Punkten. Am 3. Mai 1949 verlor Terry Allen in Kensington, UK, gegen den französischen Fliegengewichtsmeister Honore Pratesi nach 10 Runden nach Punkten. Von dieser Niederlage wenig beeindruckt, gewann Terry Allen am 8. Juni 1949 in Dundee, UK, gegen den Schotten Norman Tennant nach 12 Runden nach Punkten. In diesem Kampf wurde entschieden, wer als Sieger den Weltmeister Rinty Monaghan herausfordern durfte. Am 30. September 1949 fand dann in Belfast, Nordirland, UK, der Kampf zwischen Terry Allen und Rinty Monaghan statt. Bei diesem Kampf ging es gleich um vier Titel: den Britischen Fliegengewichts-Titel, den Commonwealth (British Empire)-Titel, den EBU-Europameistertitel und den Weltmeistertitel im Fliegengewicht. Nach 15 Runden endete dieser Kampf unentschieden, so dass Rinty Monaghan alle Titel behielt.
Nachdem Rinty Monaghan alle seine Titel zurückgegeben hatte, kam es am 25. April 1950 in Harringay, UK, zum Kampf um den vakanten Weltmeistertitel und den vakanten EBU-Europameistertitel im Fliegengewicht zwischen Terry Allen und Honore Pratesi. Terry Allen gelang in diesem Kampf die Revanche für seine Niederlage vom 3. Mai 1949 und besiegte Pratesi nach 15 Runden nach Punkten. Damit war er Welt- und Europameister. Am 1. August 1950 verteidigte er seinen Weltmeistertitel in Honolulu, gegen den US-Amerikaner hawaiianischer Abstammung Dado Marino, gegen den er nach 15 Runden nach Punkten verlor. Am 30. Oktober 1950 verlor Terry Allen in Nottingham, UK, auch seinen Europameistertitel durch eine Punktniederlage nach 15 Runden an den Belgier Jean Sneyers.
Am 11. Juni 1951 gelang es Terry Allen in Leicester, UK, durch einen Punktsieg über seinen Landsmann Vic Herman, den vakanten britischen Fliegengewichtstitel zu erobern. Durch diesen Sieg konnte er den Weltmeister Dado Marino herausfordern. Marino und Allen boxten dann am 1. November 1951 in Honolulu erneut um den Weltmeistertitel im Fliegengewicht und Marino gewann wieder nach Punkten.
In den letzten drei Jahren seiner Karriere (1952 bis 1954) häuften sich dann die Niederlagen, die Terry Allen einstecken musste. Er blieb aber immer noch gut im Geschäft, weil er durch seine faire Kampfesweise und seinen Einsatzwillen immer noch zu überzeugen wusste. Am 29. Januar 1952 verlor er in Kensington, UK, gegen den französischen Fliegengewichtsmeister Maurice Sandeyron nach Punkten. Am 17. März 1952 erhielt Terry Allen dann einen Kampf gegen seinen Landsmann Teddy Gardner, in dem es um den britischen Fliegengewichtstitel, den Commonwealth-(British Empire)-Titel und den EBU-Europameisterschaftstitel ging. Gardner gewann diesen Kampf nach 15 Runden nach Punkten.
Am 21. Oktober 1952 gewann Terry Allen dann in Harringay, UK, durch einen Technischen K.-o.-Sieg in der 6. Runde über Eric Marsden wieder den britischen Fliegengewichtstitel, den Teddy Gardner vorher kampflos niedergelegt hatte. Am 27. Oktober 1953 boxte Terry Allen im Korakuen Baseball Stadion in Tokio noch einmal um den Weltmeistertitel im Fliegengewicht. Er verlor diesen Kampf gegen den amtierenden Weltmeister Yoshio Shirai, der Dado Marino entthront hatte, nach Punkten.
Am 16. Februar 1954 verteidigte Terry Allen aber seinen britischen Meistertitel im Fliegengewicht in Harringay, UK, durch einen Disqualifikationssieg in der 5. Runde über Eric Marsden. Am 23. März 1954 musste er dann in Kensington, UK, eine bittere K.-o.-Niederlage in der 2. Runde gegen seinen Landsmann Dai Dower hinnehmen. Er erhielt aber noch einmal die Chance um den vakanten EBU-Europameistertitel im Fliegengewicht zu boxen. Er konnte diese aber nicht nutzen, denn er verlor am 10. September 1954 in Mailand gegen den Italiener Nazzareno Giannelli nach Punkten.
Nach diesem Kampf beendete er seine Karriere.
Erläuterungen
- NBA = National Boxing Association
- EBU = Europäische Box-Union
- UK = United Kingdom
- Linksausleger = Führhand ist die linke, Schlaghand die rechte Hand